# Суворово (город)
Суворово (болг. Суворово) — город в Болгарии, административный центр общины Суворово в Варненской области. Расположен в северо-восточной части страны, в 34 км к северо-западу от Варны.
Население 5040 человек (2022).

## История
Прежнее название Козлуджи (Козлуджа). Переименован в честь великого русского полководца А. В. Суворова. В 1774 году здесь произошла битва русских войск с войсками Османской империи.

## Политическая ситуация
Кмет (мэр) общины Суворово — Павлин Михайлов Параскевов (независимый) по результатам выборов в правление общины.

## Памятники

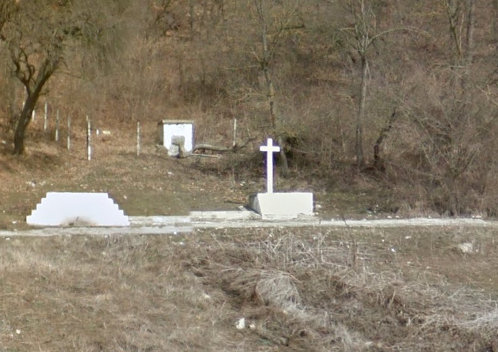
Старый памятник погибшим 21 июня 1774 года русским солдатам во время Русско-турецкой войне 1768—1774 годов возле д. Козлуджа

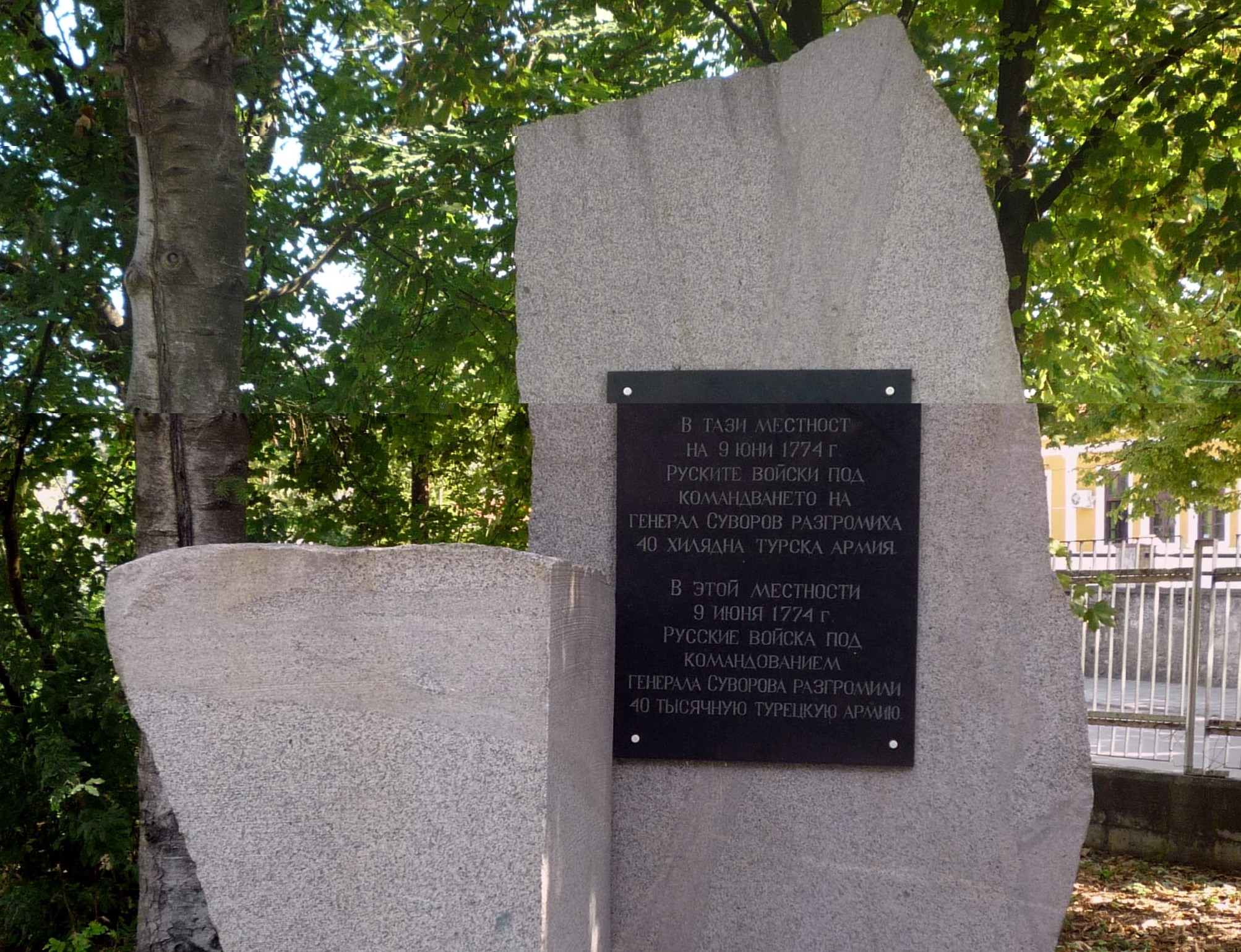
Новый памятник погибшим 21 июня 1774 года русским солдатам во время Русско-турецкой войне 1768—1774 годов возле д. Козлуджа

- Старый памятник погибшим 21 июня 1774 года русским солдатам во время Русско-турецкой войне 1768—1774 годов возле д. Козлуджа.
- Новый памятник погибшим 21 июня 1774 года русским солдатам во время Русско-турецкой войне 1768—1774 годов возле д. Козлуджа.